# Apatura clythia
Apatura clythia är en fjärilsart som beskrevs av Schneider 1785. Apatura clythia ingår i släktet Apatura och familjen praktfjärilar. Inga underarter finns listade i Catalogue of Life.